# Cal Cardona (Cornudella de Montsant)
Cal Cardona és una obra de Cornudella de Montsant (Priorat) inclosa a l'Inventari del Patrimoni Arquitectònic de Catalunya.

## Descripció
Edifici de paredat amb planta baixa, pis i golfes. A la façana s'hi obren dues finestres a la planta baixa i tres balcons al pis. La porta, amb llinda de pedra i impostes, té a la clau la data de la construcció i les inicials "FP". Els balcons són de forja i de bon gust.

## Història
La casa, construïda en els anys anteriors a la fil·loxera, és un bon exponent de les edificacions de qualitat clarament rurals. Sense haver sofert modificacions, Cal Cardona es presenta avui en un estat acceptable, llevat d'una desitjable reparació o agençament de la façana.